# Porricondyla
Porricondyla är ett släkte av tvåvingar. Porricondyla ingår i familjen gallmyggor.

## Dottertaxa tillPorricondyla, i alfabetisk ordning[1]
- Porricondyla abbreviata
- Porricondyla acanthopanaci
- Porricondyla acuta
- Porricondyla agricolae
- Porricondyla albiceps
- Porricondyla albipalpis
- Porricondyla americana
- Porricondyla amurensis
- Porricondyla anemotis
- Porricondyla antennata
- Porricondyla armata
- Porricondyla asiatica
- Porricondyla aurantiaca
- Porricondyla aurea
- Porricondyla auriculata
- Porricondyla barberi
- Porricondyla bicincta
- Porricondyla bifurcata
- Porricondyla borealis
- Porricondyla carolina
- Porricondyla caucasicola
- Porricondyla citrina
- Porricondyla colpodioides
- Porricondyla conferta
- Porricondyla consobrina
- Porricondyla dietzii
- Porricondyla dilatata
- Porricondyla distenta
- Porricondyla distinguenda
- Porricondyla elongata
- Porricondyla exigua
- Porricondyla flava
- Porricondyla flavida
- Porricondyla fragilis
- Porricondyla fulvescens
- Porricondyla fuscostriata
- Porricondyla gibberosa
- Porricondyla globosa
- Porricondyla gracilis
- Porricondyla graminis
- Porricondyla grandipennis
- Porricondyla hamata
- Porricondyla hamifera
- Porricondyla hyalinata
- Porricondyla hypoxantha
- Porricondyla indica
- Porricondyla juvenalis
- Porricondyla lamellata
- Porricondyla leacheana
- Porricondyla lineata
- Porricondyla lobata
- Porricondyla lobifera
- Porricondyla longipennis
- Porricondyla longipes
- Porricondyla lutescens
- Porricondyla macella
- Porricondyla magna
- Porricondyla magnifica
- Porricondyla media
- Porricondyla microcera
- Porricondyla minor
- Porricondyla minuta
- Porricondyla modesta
- Porricondyla montana
- Porricondyla monticola
- Porricondyla neglecta
- Porricondyla nervosa
- Porricondyla nitida
- Porricondyla nocturna
- Porricondyla opipara
- Porricondyla ordinaria
- Porricondyla pallescens
- Porricondyla pallida
- Porricondyla pallidina
- Porricondyla pallipes
- Porricondyla parrishi
- Porricondyla perexilis
- Porricondyla pergrata
- Porricondyla petiolata
- Porricondyla petrophila
- Porricondyla peyerimhoffi
- Porricondyla photophila
- Porricondyla porrecta
- Porricondyla prayagensis
- Porricondyla pubescens
- Porricondyla quadridens
- Porricondyla quercina
- Porricondyla ramadei
- Porricondyla recondita
- Porricondyla rostellata
- Porricondyla rotundata
- Porricondyla rufescens
- Porricondyla rufocinerea
- Porricondyla separata
- Porricondyla sericata
- Porricondyla setosa
- Porricondyla spinigera
- Porricondyla srinagarensis
- Porricondyla sulfurea
- Porricondyla sylvestris
- Porricondyla tenuisecta
- Porricondyla tetraschistica
- Porricondyla tuckeri
- Porricondyla unidentata
- Porricondyla ussuriorum
- Porricondyla varians
- Porricondyla venusta
- Porricondyla vernalis